# Венё
Венё (дат. Venø) — небольшой остров в системе проливов Лим-фьорд, к северу от полуострова Ютландия, в 3 км от города Струэр.
Принадлежит Дании, входит в состав муниципалитета Струэр (область Северная Ютландия). 
Длина 7,5 км, максимальная ширина 1,5 км, площадь 6,5 км². Население 204 жителей (1 января 2015).
Наивысшая точка над уровнем моря – Форстов Бакке (дат. Forstov Bakke), высотой 27 м.

## Достопримечательности

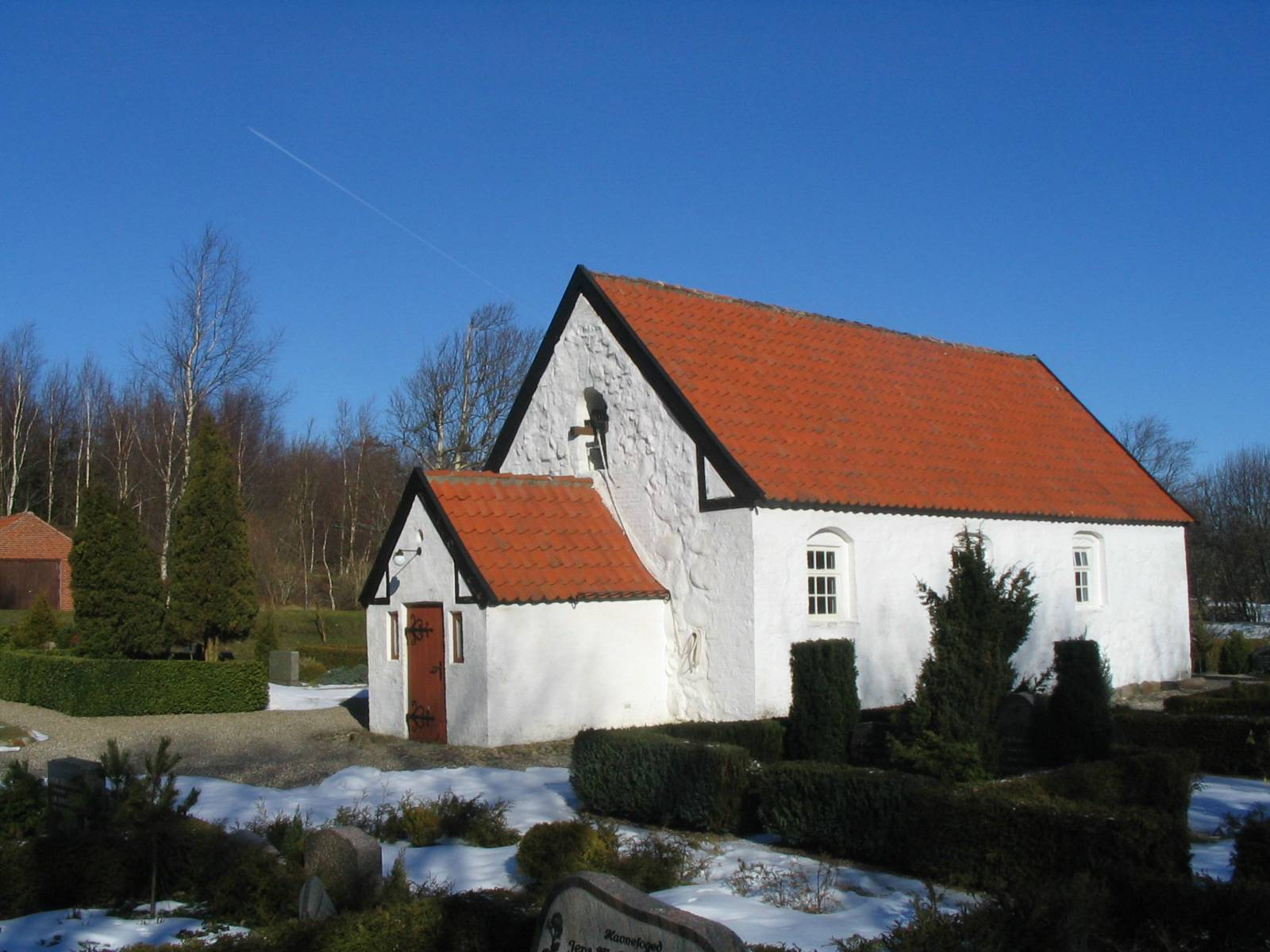
Церковь на острове Венё

Старейшее здание на острове – церковь, построенная во времена Реформации, около 1536 года. Одна из самых маленьких церквей в Дании, размером 9,8 на 4,2 м и вместимостью примерно 50 человек. Построена из щебня и кирпича.